# Perfect Day
Perfect Day е американска песен, написана от Лу Рийд през 1972 г. Първоначално е предназначена за неговия втори солов албум -- Transformers, както и като Б-страна за друг голям хит, Walk on the Wild Side. Композицията нашумява отново през 90-те, след като е използвана във Трейнспотинг, както и щом Би Би Си пуска благотворителна версия от бележити съвременници. Последната от тях прекарва три седмици като хит номер едно в Обединеното кралство. Рийд презаписва песента през 2003 г. и тя влиза в албума The Raven.
Версията на Дюран Дюран стига до номер 28 в Британската класация за сингли през 1995 г.